# Ruellia geniculata
Ruellia geniculata là một loài thực vật có hoa trong họ Ô rô. Loài này được (Nees) Benoist miêu tả khoa học đầu tiên năm 1939.